# HD 52362
HD 52362，又名CD-45 2850，SAO 218360、HR 2626，是一颗恒星，视星等为6.22，位于銀經255.83，銀緯-17.88，其B1900.0坐标为赤經6h 55m 47.2s，赤緯-45° -17.88′ 47″。